# Neurotikas motell
Neurotikas motell är den svenske artisten Ola Magnells nionde album, utgivet på CD, LP och kassettband 1989.

## Låtlista
Text och musik av Ola Magnell om ej annat anges.
1. "Neurotikas motell" – 3:16
2. "Opportunisten" – 2:55
3. "Regnets kvarter" – 3:06
4. "En vän i viken" – 4:10
5. "Dulcinea" – 2:47
6. "Teddybjörnen" – 3:27 (Cornelis Vreeswijk)
7. "Bartolomeus" – 3:56
8. "Narcissernas tid" – 4:34
9. "Dyning" – 3:35
10. "Sittande fåglar" – 3:55
11. "Dubbla budskap" – 3:56
12. "Tillbaka till Tellus" – 4:12
13. "Ensamma hjärtan" – 2:45
14. "Den enda sommardan" – 5:11

## Medverkande
- Ola Magnell (sång, gitarr, sequencer)
- Thomas Almqvist (arrangemang, sequencer, gitarrer, mandolin)
- Lasse Englund (slidegitarr)
- Stefan Blomquist (klaviaturer, dragspel)
- Olle Westbergh (klaviatur)
- Bernt Andersson (munspel)
- Bengt Olrog (piano)
- Lasse Widén (violin)
- Backa Hans Eriksson (kontrabas)
- Nalle Pålsson (bas)
- Per Andersson (trummor)
- Måns Ekman (trummor)
- Marie Bergman
- John Holm
- Titiyo
- Karin Wistrand (bakgrundssång)

### Fotnoter
1. ↑  Göteborgsposten, 20 maj 1989. Läst 19 november 2022.
2. 1 2  ”Ola Magnell”. Svensk mediedatabas. http://smdb.kb.se/catalog/search?q=Ola+Magnell&x=0&y=0. Läst 23 januari 2013.